# Parona signata
Genre
Espèce
Synonymes
- Paropsis signata Jenyns, 1841[2]

Statut de conservation UICN

 LC  : Préoccupation mineure
Parona signata est une espèce de poissons de mer de la famille des Carangidae. C'est la seule espèce de son genre Parona. Ce sont des poissons de 40 jusqu'à 60 cm présents sur les côtes atlantiques du sud-est du Brésil au sud-est de l'Argentine.